# بخش آتن (شهرستان هریسون، اوهایو)
بخش آتن (به انگلیسی: Athens Township) یک منطقهٔ مسکونی در ایالات متحده آمریکا است که در شهرستان هریسون، اوهایو واقع شده‌است.
 بخش آتن ۶۵٫۹ کیلومتر مربع مساحت و ۵۰۵ نفر جمعیت دارد و ۳۴۳ متر بالاتر از سطح دریا واقع شده‌است.